# Роковой город
«Роковой город» (англ. Weirdsville) — чёрная комедия 2007 года канадского режиссёра Аллана Мойла. Её действие разворачивается в вымышленном городе Уэрдсвилл, съёмки проводились в канадской провинции Онтарио.

## Сюжет
Два приятеля-наркомана Декстер и Ройс, живущие в городке Уэрдсвилл, задолжали крупную сумму денег местному гангстеру Омару. Чтобы расплатиться, они изготовляют партию наркотиков, которые хотят продать. Попробовав их, Матильда, девушка Ройса, перестаёт подавать признаки жизни. Друзья считают, что она умерла. Они боятся сообщать об этом в полицию, так как там непременно зададутся вопросом, откуда девушка взяла наркотики, которыми отравилась.
Джейсон Тейлор, один из богатейших людей Уэрдсвилла находится при смерти. Он не составил завещания, и его сын решает провести сатанинский ритуал, чтобы вернуть отца к жизни. Вместе с группой товарищей он идёт в здание заброшенного театра, где они начинают подготовку к ритуалу. В этот же театр приходят Декстер и Ройс, чтобы закопать тело Матильды. Там они сталкиваются с сыном Тейлора и остальными сатанистами. Кровь, необходимая для проведения ритуала, случайно попадает на тело Матильды, девушка «оживает» (возможно, она не была мертва) и сбегает.
В это же время Омар окончательно теряет терпение. Декстер и Ройс решают ограбить чей-нибудь дом, а Абелю, одному из лидеров сатанистов, приходит в голову мысль с помощью нового ритуала обменять жизнь Матильды на жизнь Джейсона Тейлора.

## В ролях
| Актёр         | Роль           |
| ------------- | -------------- |
| Скотт Спидмэн | Декстер        |
| Уэс Бентли    | Ройс           |
| Тэрин Мэннинг | Матильда       |
| Рауль Банеджа | Омар           |
| Грег Брайк    | Абель          |
| Мэтт Фрюэр    | Джейсон Тейлор |
| Мэгги Кастл   | Трина          |